# Ignace Bourget

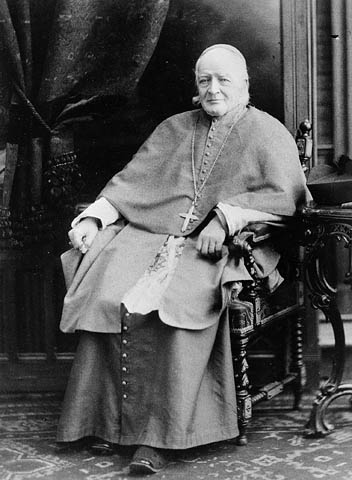
Ignace Bourget

Ignace Bourget (* 30. Oktober 1799 in Lévis; † 8. Juni 1885 in Sault-au-Récollet (heute Teil von Montreal)) war ein römisch-katholischer Bischof in Kanada. Er stand von 1840 bis 1876 dem Bistum Montreal vor. Bekannt war er für seine ausgesprochen ultramontane Haltung.

## Biografie
Bourget studierte Theologie am Petit Séminaire de Québec und erhielt 1822 die Priesterweihe. Anschließend war er Sekretär des Bischofs von Montreal, Jean-Jacques Lartigue. Am 10. März 1837 ernannte ihn Papst Gregor XVI. gegen den Willen des Sulpizianerordens zum Titularbischof von Telmissus und Koadjutorbischof von Montreal. Die Bischofsweihe spendete ihm Bischof Lartigue am 25. Juli desselben Jahres. Mitkonsekratoren waren der Koadjutor von Québec, Erzbischof Pierre-Flavien Turgeon, und der Koadjutor von Kingston, Rémi Gaulin.
Während der Rebellionen von 1837 verurteilte er öffentlich die Rebellen in Niederkanada, die von seinem Cousin Louis-Joseph Papineau angeführt wurden, da sie seiner Meinung nach gefährliches liberales Gedankengut verbreiteten. Am 19. April 1840 trat er mit Lartigues Tod dessen Nachfolge als Bischof von Montreal an.
Um der immer stärker werdenden Konkurrenz protestantischer Missionare zu begegnen, warb Bourget in Frankreich zahlreiche Angehörige verschiedener Ordensgemeinschaften an, hauptsächlich Oblaten und Jesuiten. Das zuvor schwach organisierte Bistum erhielt neue Strukturen und prägte nach wenigen Jahren fast das gesamte frankophone Bildungswesen und das Gesundheitswesen. Bourget gründete mehrere wohltätige Organisationen und verfasste zahlreiche Schriften, in denen er ein dezidiert ultramontanes Weltbild verbreitete. Immer wieder geriet er in Konflikte mit liberalen Kreisen und verweigerte einigen Mitgliedern wissenschaftlicher Gesellschaften sogar das Begräbnis, weil diese Gesellschaften Bücher besaßen, die auf dem Index standen.
1852 wurde die Kathedrale Saint-Jacques in Montreal durch einen Großbrand zerstört. Nach über zwei Jahrzehnte dauernden Planungen begannen die Arbeiten an einem Neubau (die heutige Kathedrale Marie-Reine-du-Monde de Montréal) im Jahr 1875 und waren erst 1894 abgeschlossen.
Bourget mischte sich oft in die Politik ein. So versuchte er 1871 vergeblich, die Trennung von Kirche und Staat in New Brunswick zu verhindern. Doch seine Bemühungen hatten zur Folge, dass in der Provinz Québec solche Maßnahmen erst ab 1964 erfolgten. Louis Riel, der Anführer der Métis während der Red-River-Rebellion, erhielt von ihm im Exil seelischen Beistand.
Bourget wollte in Montreal eine Universität gründen, doch auf Druck des Erzbischofs von Québec ließ Papst Pius IX. lediglich eine Außenstelle der Université Laval zu. Daraufhin trat Bourget am 26. Juni 1876 als Bischof zurück und wurde zum Titularerzbischof von Marcianopolis ernannt.